# 叶挺故居
叶挺故居，位于中国广东省惠州市惠阳区秋长街道周田村，为一国家级文物保护单位。

## 历史
1978年10月被列为惠阳县文物保护单位；1989年6月被列为广东省文物保护单位。2006年，列为全国重点文物保护单位。